# 永嘉堡站
永嘉堡站，位于山西省大同市天镇县，建于1909年。离北京站278公里，离包头站554公里。距上行车站西湾堡站16公里，距下行车站夏小堡站10公里。该站隶属太原铁路局。办理客运业务和货运业务，为四等车站。该车站是京包铁路在山西境内的第一站。

## 停靠车次
- 张家口站-大同站（普慢6087），到时15：36，发时15：38，停2分钟。